# Schlacht von Clastidium
Die Schlacht von Clastidium (heute: Casteggio) im Jahre 222 v. Chr. im Verlauf der Römisch-gallischen Kriege Roms in Oberitalien endete mit einem Sieg der Römer, die daraufhin das Gebiet der so genannten Gallia cisalpina, also die Po-Ebene, unter ihre Herrschaft brachten.
Bereits 223 v. Chr. war es in der Poebene zu Kämpfen zwischen Römern und Kelten gekommen. Wichtigster Gegner der Römer war dabei der Stamm der Insubrer unter ihrem Anführer Viridomarus, die ihren Hauptort in Mediolanum, dem heutigen Mailand, hatten. Diese konnten einen ersten Übergang der Römer auf das linksseitige Ufer des Po vereiteln, doch gelang es den Römern, die benachbarten keltischen Cenomanen für sich zu gewinnen und in das Gebiet der Insubrer vorzudringen. Wegen eines ungünstigen Omens war zwar der römische Consul Gaius Flaminius zurückbeordert worden, doch weigerte sich dieser, dem Befehl Folge zu leisten und verwies auf seine Erfolge gegen die Kelten.
Die Entscheidung fiel dann im Jahre 222 v. Chr., als erneut römische Truppen, diesmal unter dem Kommando des Marcus Claudius Marcellus, entlang des Po vorstießen. An dessen Südufer bei Clastidium (dem heutigen Casteggio nahe Voghera) kam es schließlich zur entscheidenden Schlacht. Der insubrische Anführer Viridomarus kam in der Schlacht ums Leben; den Quellen zufolge wurde er von Marcellus selbst getötet, der dafür die Spolia opima erhielt. Die Römer konnten in Mailand einziehen und schufen sich so mit der Gallia Cisalpina ein strategisch wichtiges Glacis. In den Triumphalfasten von 222 v. Chr. werden erstmals Germanen erwähnt. Allerdings ist dieser Beleg in der Forschung umstritten, da es sich auch um eine spätere Umschreibung im Rahmen der augusteischen Fastenredaktion handeln kann.
Die Herrschaft der Römer über dieses Gebiet wurde durch den Angriff Hannibals zu Beginn des Zweiten Punischen Krieges nur vier Jahre später wieder bedroht, doch sicherte der römische Sieg über Karthago und die anschließende Niederwerfung keltischer Aufständischer die Oberhoheit über die nach dem Sieg von Clastidium eroberten Gebiete.